# Shr-Hwa International Tower
La Shr-Hwa International Tower (chinois traditionnel : 世華國際大樓 ; chinois simplifié : 世华国际大楼 ; pinyin : shìhuá guójì dàlóu ; litt. « Immeuble international Chine-Monde ») est un gratte-ciel de bureaux de 192 mètres de hauteur construit à Taichung (Taïwan) en 2004, une ville située dans le centre-ouest de l’île. 
En 2024 c'était le deuxième plus haut gratte-ciel de Taichung .
L'architecte est l'agence américaine Kohn Pedersen Fox. Pour concevoir cette tour les architectes se sont inspirés du symbolisme de la culture chinoise en reproduisant sur le plan la forme d'un poisson orienté vers l'est.
Les étages de l'immeuble se réduisent au fur et à mesure que le bâtiment s'élève. Les noyaux de communications et de services se trouvent à l'ouest de l'étage ce qui libère la vue pour les autres parties de l'immeuble. Le 21 septembre 1999 ce bâtiment presque achevé surmonta un tremblement de terre de 7,3 sur l'échelle de Richter. En l'an 2000 la construction du bâtiment fut interrompue pour des raisons financières.